# ارکیده ریشوی فلزین
ارکیده ریشوی فلزین (نام علمی: Calochilus metallicus) نام یک گونه از سرده ارکیده‌های ریشو است.